# Ferrari Horses
Ferrari Horses ist ein Lied des britischen Trap-Duos D-Block Europe aus dem Jahr 2020, in Zusammenarbeit mit der britischen Sängerin Raye. Größere Bekanntheit erlangte das Lied drei Jahre später als Prada, einem Remix des britischen DJs Cassö.

## Entstehung und Veröffentlichung
Geschrieben wurde das Lied von den Interpreten Ricky Banton und Adam Williams von D-Block Europe sowie Rachel Keen (Raye), in Zusammenarbeit mit den Koautoren Obi Ebele, Uche Ebele und Jahmori Simmons. Obi Ebele und Uche Ebele, auch bekannt als Da Beatfreakz, zeichneten zudem auch für die Produktion verantwortlich.
Die Erstveröffentlichung von Ferrari Horses erfolgte am 9. Oktober 2020 im Selbstverlag, als Teil von The Blueprint – Us vs. Them (Katalognummer: 20UMGIM85274), dem Debütalbum D-Block Europes.

## Inhalt
Der Liedtext thematisiert Luxus, Unabhängigkeit und Selbstbewusstsein. Raye singt im Refrain über ihren finanziellen Erfolg und ihre Abneigung gegen Klatsch und Tratsch, während sie ihren Wunsch nach Luxusmarken wie Prada, Christian Dior und Fendi ausdrückt. Ein markantes lyrisches Element ist der Kontrast zwischen Rayes selbstbewusstem Auftreten („I already make that paper, I don’t need to chase no clout“) und der Abgrenzung von anderen („You a side piece from east, then I’m a bad bitch from south“).

## Kommerzieller Erfolg

### Chartplatzierungen
Obwohl Ferrari Horses nicht als Single erschien, konnte es sich dennoch 19 Wochen lang am Stück in den britischen Charts platzieren. Es steig am 5. März 2021 auf Rang 77 ein und erreichte seine beste Platzierung mit Rang 14 am 30. April 2021.
| ChartsChartplatzierungen     | Höchstplatzierung | Wochen |
| ---------------------------- | ----------------- | ------ |
| Vereinigtes Königreich (OCC) | 14 (19 Wo.)       | 19     |

| ChartsJahrescharts (2021)    | Platzierung |
| ---------------------------- | ----------- |
| Vereinigtes Königreich (OCC) | 63          |

### Auszeichnungen für Musikverkäufe
| Land/Region                  | Auszeichnungen für Musikverkäufe (Land/Region, Auszeichnung, Verkäufe) | Verkäufe |
| ---------------------------- | ---------------------------------------------------------------------- | -------- |
| Vereinigtes Königreich (BPI) | Platin                                                                 | 600.000  |
| Insgesamt                    | 1× Platin ·                                                            | 600.000  |

Hauptartikel: Raye (Sängerin)/Auszeichnungen für Musikverkäufe

## Coverversion von Cassö, D-Block Europe und Raye

### Entstehung und Veröffentlichung
Im Jahr 2023 veröffentlichte der britische DJ Cassö (Cameron Cassels) einen Remix zu Ferrari Horses und veröffentlichte diesen unter dem Titel Prada. Die Originalinterpreten wurden dabei weiterhin, neben Cassö, als Interpreten aufgeführt. An der Komposition und dem Text wurde nichts verändert, sodass die Origialautoren weiterhin die alleinigen Urheber des Stücks sind. Für die Produktion des Remix zeichnete Cassö verantwortlich. Dieser produzierte den Titel auf seinem Laptop während seiner Zeit als Student und ließ sich von Rayes Gesang im Originaltrack inspirieren. Er kombinierte Synthesizer-Elemente mit einer aggressiven Bassline, um einen markanten Trance-Drop zu erzeugen. Diese Version ist ein Vocal-Trance- und Progressive-Trance-Titel mit Elementen des Eurodance. Das Lied basiert auf einer neuen Hookline, die von Raye gesungen wird; und enthält einen zusätzlichen Rapteil Young Adzs von D-Block Europe. Die Produktion zeichnet durch einen eingängigen Synthesizer-Beat und einen kraftvollen Bass-Drop aus, der das Stück besonders für Festivals und Club-Playlists geeignet mache.
Prada erschien zunächst am 12. Mai 2023 auf TikTok. Nachdem es dort viral gegangen war, wurde es am 11. August 2023 als Single bei Ministry of Sound und Debütveröffentlichung Cassös veröffentlicht. Diese erschien als digitaler Einzeltrack zum Download und Streaming (Katalognummer: 196871373258). Im Verlauf des Jahres erschienen diverse weitere digitale Singleausführungen, mit Remixen von Alok, David Guetta oder auch Oliver Heldens. Das dazugehörige Musikvideo feierte seine Premiere am 6. Oktober 2023 auf der Videoplattform YouTube. Es zeigt Szenen aller Interpreten in luxuriösen Umgebungen, die den lyrischen Fokus auf Reichtum und Stil unterstreichen. Das Video wurde für seine energiegeladene Ästhetik und die Visualisierung des Party-Lifestyles positiv aufgenommen.

### Rezeption
Kritiker lobten die eingängige Produktion und Rayes charismatische Interpretation, bemängelten jedoch vereinzelt die Titellänge (2:12 Minuten) und eine gewisse Vorhersehbarkeit nach dem Drop.
2024 war das Lied bei den Brit Awards in der Kategorie „Song of the Year“ nominiert.

### Kommerzieller Erfolg

#### Chartplatzierungen
Prada avancierte zum Nummer-eins-Hit in acht Ländern, darunter Belgien-Flandern, Deutschland, Österreich und Schweden. In Deutschland erreichte die Single zudem 18 Wochen lang die Chartspitze der Dancecharts.
Im Herkunftsland, den Vereinigten Königreich, erreichte das Lied Rang zwei sowie 31 Wochen lang die Spitze der britischen Dancecharts.
| ChartsChartplatzierungen     | Höchstplatzierung | Wochen |
| ---------------------------- | ----------------- | ------ |
| Deutschland (GfK)            | 1 (85 Wo.)        | 85     |
| Österreich (Ö3)              | 1 (68 Wo.)        | 68     |
| Schweiz (IFPI)               | 3 (69 Wo.)        | 69     |
| Vereinigtes Königreich (OCC) | 2 (63 Wo.)        | 63     |

| ChartsJahrescharts (2023)    | Platzierung |
| ---------------------------- | ----------- |
| Deutschland (GfK)            | 20          |
| Österreich (Ö3)              | 23          |
| Schweiz (IFPI)               | 41          |
| Vereinigtes Königreich (OCC) | 33          |

| ChartsJahrescharts (2024)    | Platzierung |
| ---------------------------- | ----------- |
| Deutschland (GfK)            | 6           |
| Österreich (Ö3)              | 9           |
| Schweiz (IFPI)               | 16          |
| Vereinigtes Königreich (OCC) | 13          |

#### Auszeichnungen für Musikverkäufe
| Land/Region                  | Auszeichnungen für Musikverkäufe (Land/Region, Auszeichnung, Verkäufe) | Verkäufe  |
| ---------------------------- | ---------------------------------------------------------------------- | --------- |
| Australien (ARIA)            | 5× Platin                                                              | 350.000   |
| Belgien (BRMA)               | 3× Platin                                                              | 120.000   |
| Dänemark (IFPI)              | 2× Platin                                                              | 180.000   |
| Deutschland (BVMI)           | 3× Gold                                                                | 900.000   |
| Frankreich (SNEP)            | Diamant                                                                | 333.333   |
| Griechenland (IFPI)          | Platin                                                                 | 20.000    |
| Italien (FIMI)               | Platin                                                                 | 100.000   |
| Kanada (MC)                  | Gold                                                                   | 40.000    |
| Neuseeland (RMNZ)            | 3× Platin                                                              | 90.000    |
| Österreich (IFPI)            | 2× Platin                                                              | 60.000    |
| Polen (ZPAV)                 | 3× Platin                                                              | 150.000   |
| Portugal (AFP)               | Platin                                                                 | 10.000    |
| Schweden (IFPI)              | Platin                                                                 | 80.000    |
| Schweiz (IFPI)               | 4× Platin                                                              | 120.000   |
| Spanien (Promusicae)         | Platin                                                                 | 60.000    |
| Ungarn (MAHASZ)              | 5× Platin                                                              | 20.000    |
| Vereinigte Staaten (RIAA)    | Gold                                                                   | 500.000   |
| Vereinigtes Königreich (BPI) | 3× Platin                                                              | 1.800.000 |
| Insgesamt                    | 3× Gold · 36× Platin · 1× Diamant ·                                    | 4.933.333 |

Hauptartikel: Raye (Sängerin)/Auszeichnungen für Musikverkäufe